# Семейкина, Екатерина Дмитриевна
Екатерина Дмитриевна Семейкина — советский хозяйственный, государственный и политический деятель, Герой Социалистического Труда.

## Биография
Родилась в 1940 году. Член КПСС.
С 1920 года — на хозяйственной, общественной и политической работе. В 1920—1956 гг. — прядильщица Куровского производственного меланжевого объединения Министерства текстильной промышленности РСФСР в Орехово-Зуевском районе Московской области, обслуживала 1620 веретен, заправленных крашеной основой, за пятилетку выполнила план на одиннадцать с половиной лет.
За значительное увеличение производства и улучшение качества товаров народного потребления в составе коллектива была удостоена Государственной премии СССР за выдающиеся достижения в труде 1979 года.
Указом Президиума Верховного Совета СССР от 17 марта 1981 года присвоено звание Героя Социалистического Труда с вручением ордена Ленина и золотой медали «Серп и Молот».
Избиралась депутатом Верховного Совета РСФСР 10-го созыва. Делегат XXV и XXVI съезда КПСС.
Живёт в Куровском.